# Список стран и территорий, где украинский является официальным языком
Это список стран и территорий, где украинский язык является официальным языком.

## Государственный / официальный язык
Украина
- Государственным языком Украины является украинский язык (Конституция Украины р. 1 ст. 10)[1].

### Непризнанные государственные образования
Приднестровская Молдавская Республика

Государственный герб ПМР включает в себя надписи на русском, молдавском и украинском языках

- Статус официального языка на равных началах придается молдавскому, русскому и украинскому языкам (Конституция ПМР, ст. 12)[2].
- Однако, несмотря на декларируемое равенство официальных языков, русский язык законодательно используется гораздо шире, чем другие официальные языки (молдавский и украинский). Например, арбитражное производство по делам с участием стороны, находящейся на территории другой страны СНГ, осуществляется только на русском языке. (ст. 14 Закона ПМР «О языках в Приднестровской Молдавской Республике»)[3]

## Региональный / локальный официальный язык
Бразилия
- Прудентополис
  - С 5 октября 2021 второй официальный; легислатура муниципалитета приняла законопроект 024/2021, ст. 1: Fica estabelecida a língua ucraniana como co-oficial no território do Município de Prudentópolis:

 Молдова
- Административно-территориальные единицы левобережья Днестра (де-юре не оформлены в качестве автономии)
  - согласно п. 2 ст. 6 Закона Молдовы «Об основных положениях особого правового статуса населенных пунктов левобережья Днестра (Приднестровья)» официальными языками Приднестровья являются молдавский язык на основе латинской графики, украинский и русский языки…[4]. Закон предусматривает возможность создания автономного территориального образования с особым правовым статусом — Приднестровье — после выполнения условий, перечисленных в ч. 2 ст. 1 данного закона: демилитаризация, в частности вывод войск и вооружений Российской Федерации, и формирование демократически избранной системы власти.

 Россия
Перечислены российские субъекты на оккупированных территориях Украины, аннексия которых в ходе Российско-украинской войны в 2014 и 2022 годах не была признана большей частью международного сообщества:
- Республика Крым
  - Государственными языками Республики Крым являются русский, украинский и крымскотатарский языки (п. 1 ст. 10 Конституции РК от 11 апреля 2014 года)[5]
- Херсонская область
  - …На территории Херсонской области наряду с русским языком в официальных сферах общения в местностях компактного проживания соответствующего населения может использоваться украинский язык… (Указ ВРИО губернатора Херсонской области «О языках в официальной сфере общения в Херсонской области» от 11.06.2023)[6]

 Румыния

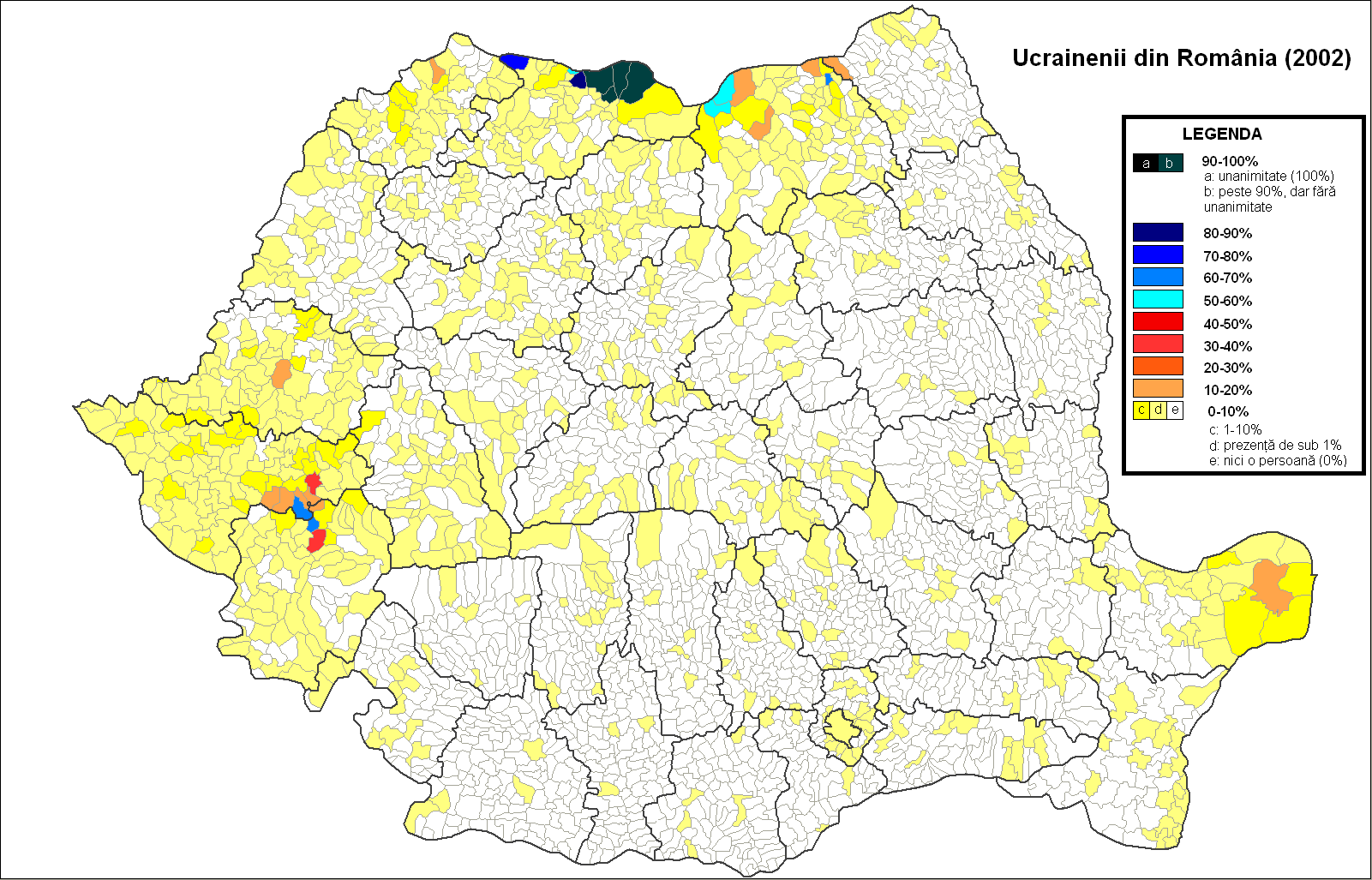
Украинское население Румынии по административным единицам в процентном соотношении (перепись 2002 года)

- согласно Закону № 215/2001 утверждённому Решением № 1206 от 27 ноября 2001 года, официальное употребление разрешено в административных единицах, где доля украинцев составляет более 20 %[8]. К таким относятся:
  -  в жудеце Марамуреш:
    - коммуна Репедеа — 97,66 % украинцев[9]
    - коммуна Поиениле де суб Мунте — 96,64 % украинцев[10]
    - коммуна Рускова — 94,31 % украинцев[11]
    - коммуна Бистра — 90,91 % украинцев[12]
    - коммуна Рона-де-Сус — 86,46 % украинцев[13]
    - коммуна Ремеци — 73,90 % украинцев[14]
    - коммуна Бочикою-Маре — 59,06 % украинцев[15]

  -  в жудеце Сучава:
    - коммуна Белкеуць — 69,67 % украинцев[16]
    - коммуна Ульма — 58,67 % украинцев[17]
    - коммуна Извоареле-Сучевей — 51,64 % украинцев[18]

- -  в жудеце Караш-Северин:

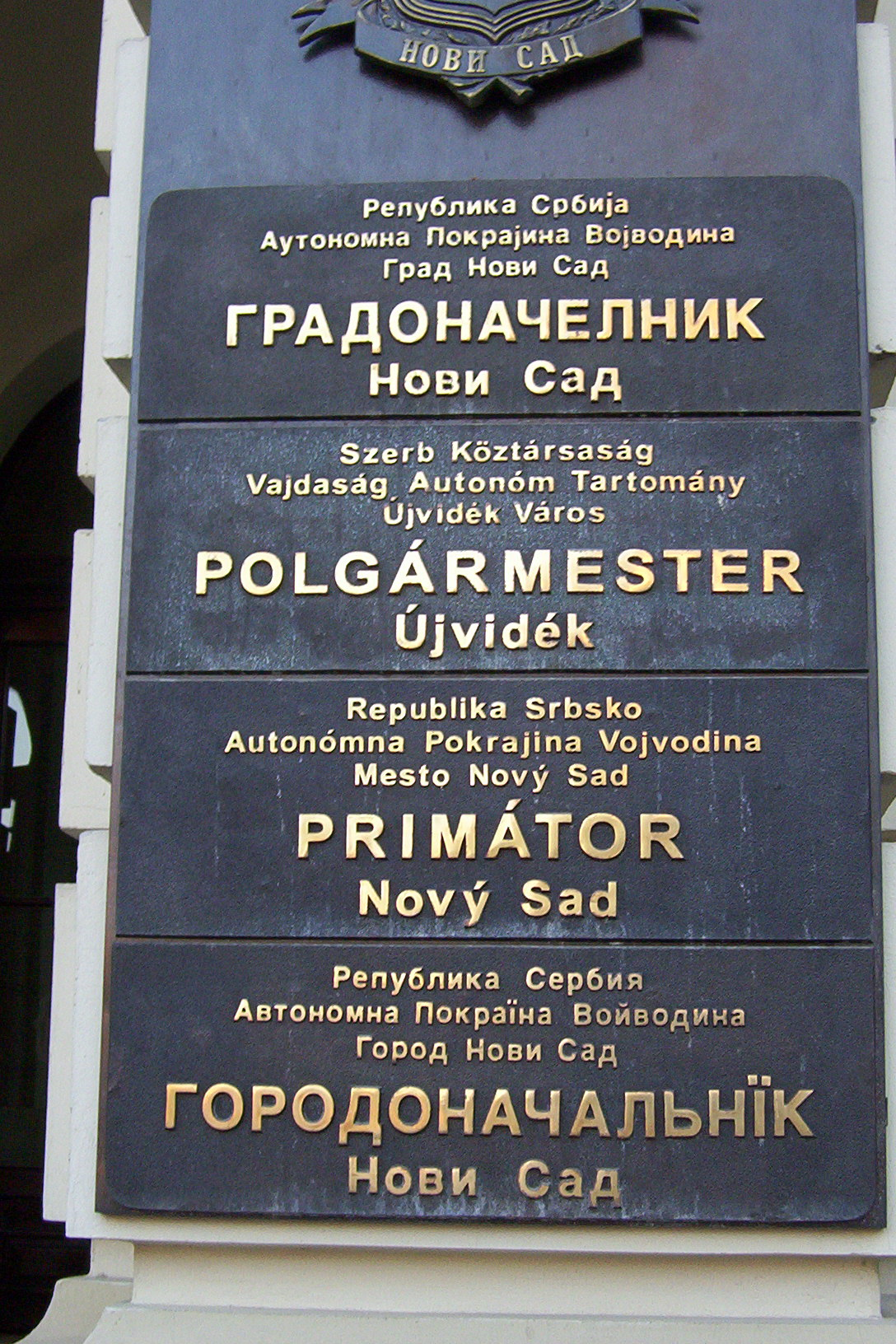
Указатель на сербском, венгерском, словацком языках и русинском языке/диалекте. Офис мэра города Нови-Сад, Автономный край Воеводина, Сербия

    - коммуна Копечеле — 65,21 % украинцев[19]
    - коммуна Пелтиш — 34,62 % украинцев[20]

  -  в жудеце Тимиш:
    - коммуна Щука — 63,65 % украинцев[21]
    - коммуна Бирна — 33,94 % украинцев[22]

 Сербия
- украинский язык является региональным согласно Европейской хартии региональных языков[7].
- в Автономном крае Воеводина одним из шести официальных языков является русинский (Устав Автономного края Воеводина р. 2 ст. 26)[23], который одними научными источниками рассматривается как вариант украинского языка, а другими как отдельный язык.

 Словакия
- согласно Закону «Об использовании языков национальных меньшинств» от 10 июля 1999 года (Постановление №. 184/1999 Z.z.), предоставлено право официально использовать украинский язык в административных единицах, где доля украинцев составляет 15 %[24] (до поправок 2011 года — 20 %) или больше[25]. К таким относятся:
  - 18 населённых пунктов[24]
  - 68 населённых пунктов (русинский)[24]

 Хорватия
- согласно ст. 12 Конституционного закона «О правах национальных меньшинств» от 19 декабря 2002 года равенство в официальном использовании языка и письменности меньшинства и государственного языка осуществляется на территории единицы местного самоуправления, в которой члены национального меньшинства составляют минимум одну треть населения (п. 1) либо в случаях, когда оно предусмотрено в международных договорах, по которым Республика Хорватия является стороной и, когда это предусмотрено в уставе органа местного или регионального самоуправления, в соответствии с положением специального законодательства об использовании языков и письменности меньшинств в Республике Хорватия (п. 2). Другие положения и условия для официального использования языков и письменностей меньшинств в представительных и исполнительных органах, в ходе процедур административных органов в органах местного и регионального самоуправления, в порядке первой инстанции перед государственными органами, в первой инстанции судебных процессов, в процедурах, проводимых Управлением государственной прокуратуры, нотариусами и юридическими лицами, наделенными государственной властью, регулируются специальным законодательством об их использовании (п. 3)[26]. К таким относятся:
  - Миклушевцы (русинский) — согласно статуту общины Томпоевци[27]
  - Петровцы (русинский) — согласно ст. 57 статута общины Богдановци[27][28]

## Некоторые официальные функции
Австралия
- украинский является языком одной из общин Австралии. Его знание учитывается официальной системой подсчета баллов для получения иммиграционной визы[29].

 Польша

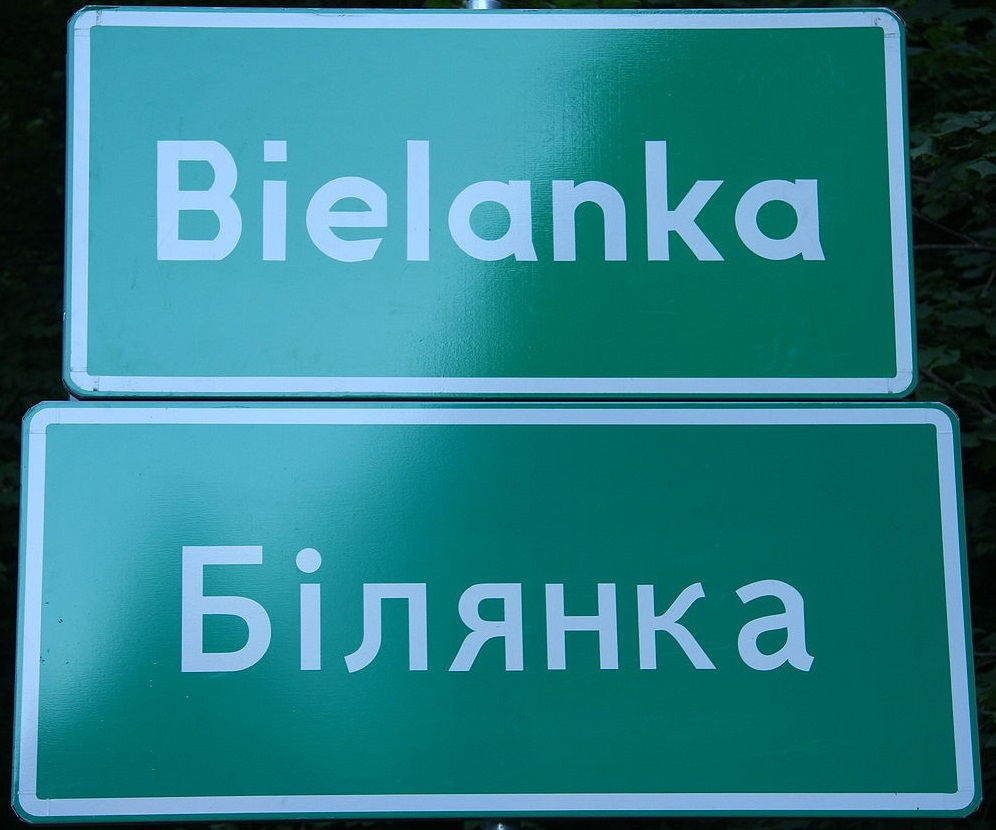
Двуязычный указатель при въезде в село Белянка, Польша

- Закон «О национальных и этнических меньшинствах и региональном языке» от 6 января 2005 года[30] разделяет украинцев и лемков, признавая первых национальным, а вторых этническим меньшинством. Таким образом, лемковский язык считается в Польше отдельным[31].
- Закон предусматривает возможность введения языка меньшинства в качестве вспомогательного на территории гмин, в которых представители меньшинства составляют не менее 20 % населения, однако ни украинский, ни лемковский языки такого статуса не получили[32].
- в то же время, в соответствии со ст. 12 того же закона девять сел Малопольского воеводства с лемковским населением получили разрешение официально использовать лемковские таблички с названием населенного пункта после польских[33]. К ним относятся:
  - Белянка
  - Блехнарка
  - Гладышув
  - Конечна
  - Кункова
  - Новица
  - Регетув
  - Ропки
  - Здыня
- информационные материалы на украинском языке используются отделами воеводских управлений по работе с иностранцами.[34].

 США
- Министерство обороны США
  - с конца 2014 года украинский язык включён в список желательных для армии языков. С 2015 года был расширен кадровый запрос для людей со знанием украинского языка в рамках программы MAVNI[35].
- Иллинойс
  - Округ Кук
    - украинский язык, как один из 22 наиболее употребляемых языков в данном округе, используется в программе по информированию населения региона о налоговой политике власти[36].

 Турция
- Государственное управление по делам религий
  - в декабре 2016 года издало перевод смыслов Корана на украинский язык. Права на это издание принадлежат Государственному управлению по делам религий[37].

 Хорватия
- Ч. I «Исторические основы» Конституции Хорватии называет украинцев и русинов в числе 22 национальных меньшинств Хорватии и гарантирует им «равенство с гражданами хорватской национальности и реализацию национальных прав в соответствии с демократическими нормами Организации Объединенных Наций и стран свободного мира»[38].
- согласно конституционному закону «О правах национальных меньшинств» от 19 декабря 2002 года[26]:
  - Представители национальных меньшинств имеют право на: пользование своими фамилиями и первыми именами в соответствии с нормами своего языка, их официальное признание путем записи в официальных документах в соответствии с действующими нормативно-правовыми актами Республики Хорватия (ст. 9 п. 1); получение форм для идентификационных карт, напечатанных и заполняющихся на их языке и письменности (ст. 9 п. 2); свободное использование своего языка и письменности, в частном порядке и публично, в том числе право демонстрировать знаки, надписи и прочую информацию на языке и письменности используемых ими, в соответствии с законом (ст. 10); образование на своем родном языке и письменности (ст. 11 п. 1), которое должно быть предусмотрено в детских садах, начальных и средних школах и других учебных заведениях с обучением на языке и письменности используемыми ими, в условиях и порядке, установленных специальным законодательством, регулирующим образование на языках и письменностях национальных меньшинств (ст. 11 п. 2), а учебный план и программа подобного обучения, в дополнение к общей части, должны состоять из предметов, характерных для меньшинств (родной язык, литература, история, география и культурные традиции) (ст. 11 п. 4).
  - Члены национальных меньшинств могут, для целей образования меньшинств, создать дошкольные учреждения, начальные и средние школы и высшие учебные заведения, в порядке и на условиях, предусмотренных законом (ст. 11 п. 8). Создание школ и проведение обучения для меньшинств может быть произведено и для меньшего количества учащихся, чем предписано для хорватоязычных школ (ст. 11 п. 3), а воспитательная работа в подобных школах должна осуществляться представителями данного меньшинства, которые в полной мере владеют соответствующим языком и письменностью, либо учителями, которые не являются его представителями, но которые полностью владеют его языком и письменностью (ст. 11 п. 6). Для этого высшие учебные заведения должны организовывать курсы подготовки преподавателей для обучения на языках и письменностях национальных меньшинств в той части учебной программы, которая содержит конкретные предметы меньшинств (ст. 11 п. 7). Кроме того, оговариваются соответствующие меры для школьников в школе с хорватским языком обучения для обучения на языке и письменности меньшинства, как это определено специальным законодательством, в соответствии с учебным планом, определенным компетентным центральным органом государственного управления, за счет средств, которые будут выделены из центрального государственного бюджета и бюджета соответствующего органа местного самоуправления (ст. 11 п. 9).
    - В то же время представители национального меньшинства должны иметь право и обязанность одновременно изучать хорватский язык и латинский алфавит в соответствии с заданной учебной программой и учебным планом (ст. 11 п. 5).
    - По состоянию на 2015 год изучение украиноведческих предметов проходит в школах в Липовлянах, Петровцах, Каниже и Шумече. Функционирует Кафедра украинского языка и литературы Загребского университета[39].

  - По статье 13 закон, регулирующий использование языков и письменности меньшинств, и/или уставы самоуправления административных единиц определяют меры по содействию сохранению традиционных названий, обозначений и наименований поселений, улиц и площадей названных в честь лиц или событий, имеющих важное значение для истории и культуры соответствующего национального меньшинства в Республике Хорватия в районах, где традиционным или, с точки зрения численности, значительным является заинтересованное в этом меньшинство.
  - Радио- и телеканалы на национальном, региональном и местном уровнях должны содействовать упрочению доступности для национальных меньшинств, производить и/или передавать программы, предназначенные для информирования представителей национальных меньшинств на их языках, поощрения и продвижения сохранения, развития и выражения культурных, религиозных и других идентичностей меньшинств, сохранения и защиты национального наследия и традиций, а также для оповещать в соответствующей области о задачах и обязанностях соответствующих представителей и советов национальных меньшинств. Юридические лица, осуществляющие публичное распространение информации (пресса, радио и телевидение) должны разрешать организациям меньшинств доступ к участию в создании программ, предназначенных для национальных меньшинств (Ст. 18 п. 1). Также, в интересах обеспечения осуществления права национальных меньшинств на получение информации через прессу, радио и телевидение на своих языках и письменностях, их представители, советы и объединения могут участвовать в общественном распространении информации (издавать газеты, производить и транслировать радио- и телевизионные программы, участвовать в деятельности информационного агентства) в соответствии с законом (Ст. 18 п. 3).
  - По пункту 1 статьи 34 представитель национального меньшинства исполняет свои обязанности в соответствии с указанием, которое должно быть исполнено на хорватском языке латинским алфавитом и на языке и письменности меньшинства избравшего его, что указывает на территорию, которой был избран данный представитель.

## Международные организации
Межпарламентская ассамблея Парламента Грузии, Парламента Республики Молдова и Верховной Рады Украины
- Согласно ст.9 Устава украинский, на равных с грузинским и румынским, является официальным языком[40].

Международная торговая палата
- Украинский язык является одним из 21 языка, на которые официально переведены правила Инкотермс 2010[41].

## В прошлом

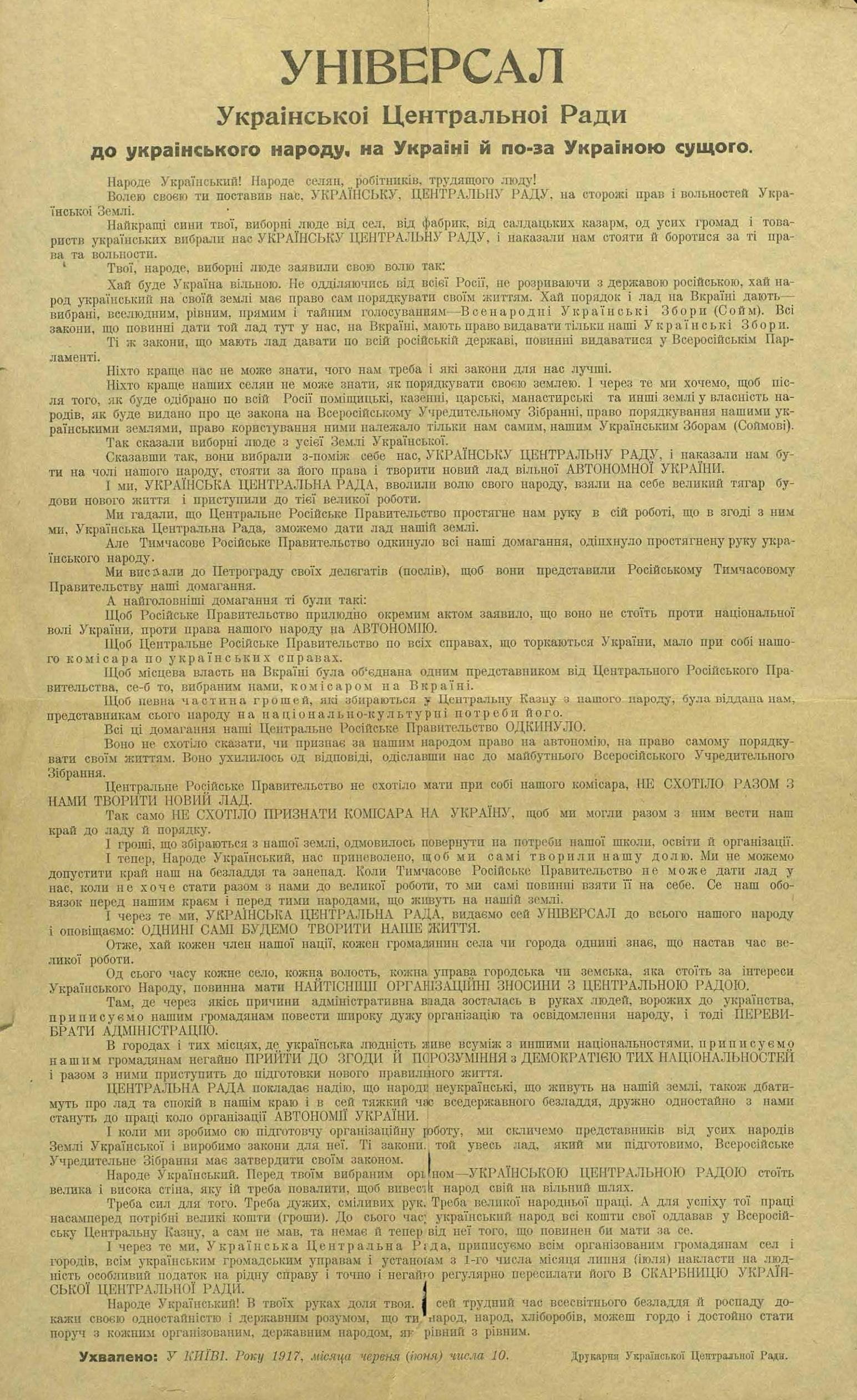
I Универсал Центральной рады, 10 июня 1917 года

Ранее украинский язык был официальным или государственным в:
- Украинской Народной Республике (1917—1920)
- Украинской Державе (1918)
- Западно-Украинской Народной Республике (1918—1919)
- Гуцульской Республике (1918—1919)
- Республике Команча (1918—1919)
- Кубанской Народной Республике (1918—1920)
- Зелёной Украине (Украинский Дальневосточный Секретариат) (1918—1922)
- Украинской Социалистической Советской Республике (1920—1991)
- Карпатской Украине (1939)
- Украинской державе (1941)
- На Задунайской Сечи, находившейся на территории Османской империи с 1775 по 1828 год, все уведомления передавались османским властям исключительно на украинском языке через драгомана. При этом, даже если кошевой атаман знал османский язык, то он не смел, под угрозой смертной казни, им пользоваться в сношениях с османскими властями[42].
- В составе Австрийской империи и Австро-Венгрии:
  -  С 1850 по 1918 год русинский (украинский) на равных с польским (до 5 июня 1869 года, когда польскому языку был присвоен более высокий статус «правительственного») был краевым языком в Королевстве Галиции и Лодомерии (Краевая Конституция Королевства Галиции и Лодомерии с Великим княжеством Краковским и княжествами Освенцима и Затора р.1 ст.4[43]; Распоряжения Министерства правосудия № 10340 от 9 июля 1860 года, № 3297 от 21 апреля 1861 года, № 9962 30 октября 1861 года[44]).
    -  Русинский (украинский) язык использовался Головной руськой радой с 1848 по 1851 год.

  -  С 1860 по 1918 год русинский (украинский), до 17 августа 1864 года на равных с польским, а после — с румынским и немецким, был краевым языком в Герцогстве Буковина (Распоряжения Министерства правосудия № 10340 от 9 июля 1860 года, № 3297 от 21 апреля 1861 года, № 9962 30 октября 1861 года, № 7017 от 17 августа 1864 года[44]).
- С августа 1918 года по 1920 год, согласно договору с Украинской державой, во Всевеликом войске Донском украинское население имело те же права касательно своего языка, школы, культуры, что и все другие его граждане[45].
- С декабря 1918 года по май 1919 года в автономной Русской Краине в составе Венгерской Народной Республики и Венгерской Советской Республики руськой (украинской) нации предоставлялось полное право на самоопределение в области употребления языка (Народный закон числом X от года 1918 «Об автономии Руськой Нации, живущей в Венгрии»)[46].
- С 26 октября (8 ноября) по 16 ноября 1920 года на территории Украины, контролируемой Русской армией (входившей в так называемый Юг России), приказом Главнокомандующего Русской армией генерала барона П. Н. Врангеля № 194 от 26 октября (8 ноября) 1920 года украинский язык признавался, наряду с русским, полноправным языком Украины[47].
- С 1920 по 1992 год украинский язык официально использовался Правительством УНР в изгнании.
- В составе СССР:
  -  В Украинской ССР украинский язык официально использовался (Декрет Всеукраинского Центрального Исполнительного Комитета «О применении во всех учреждениях украинского языка наравне с великорусским») с 1920 по 1989 год и был государственным (Закон Украинской Советской Социалистической Республики «О языках в Украинской ССР») с 1989 по 1991 год.
  - С 1925 по 1932 год в рамках политики «коренизации» в Северо-Кавказском крае Российской СФСР было открыто около тысячи украинских школ, 16 украинских педагогических техникумов, украинские высшие учебные заведения, театры, украинские газеты, радиовещание, начал действовать Северокавказский украинский научно-исследовательский институт и украинская организация писателей. На украинском вели официальную документацию, печатали книги, во всех техникумах был обязательный предмет — украиноведение, а постановлением Кубанского окружного исполнительного комитета от 1930 года для обучения служащих советского аппарата на Кубани были организованы 83 кружка и курсы для изучения украинского языка[48][49].
- С 1938 по 1939 год украинский язык был официальным в автономной Подкарпатской Украине в составе Чехословакии.

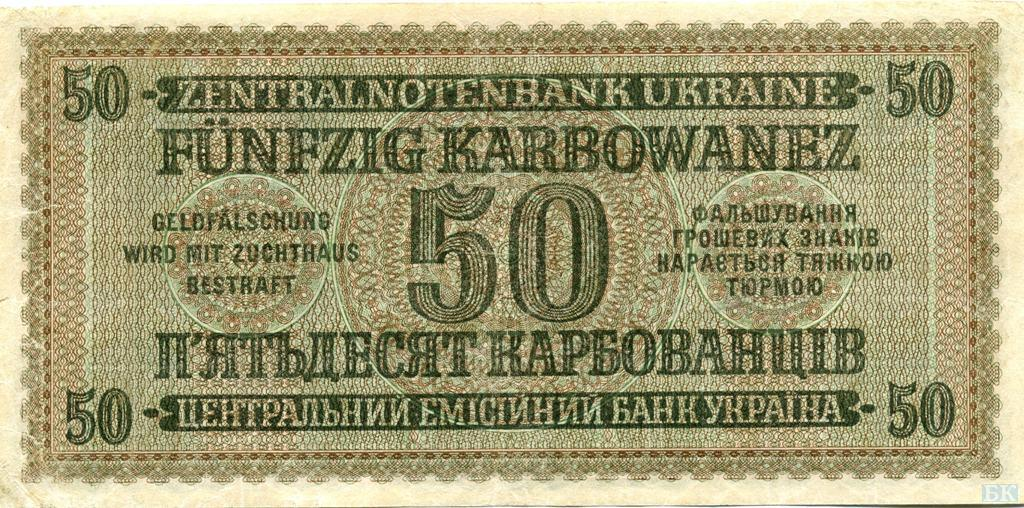
50 карбованцев, содержащие надписи на немецком и украинском языках. Выпуск 1942 года, Рейхскомиссариат Украина

- В составе нацистской Германии:
  - С 1941 по 1944 год украинский язык наравне с немецким был официальным в Рейхскомиссариате Украина.
  - С 1941 по 1944 год украинский язык имел официальный статус в Дистрикте Галиция в составе Генерал-губернаторства. Украинский язык использовался рядом с правительственным немецким и фактически стал правительственным в оккупационных органах и учреждениях, его использовали в самоуправлении, судопроизводстве, образовании и вспомогательной украинской полиции. В правительстве Генерал-губернаторства был создан украинский отдел, заданием которого была обработка и издание для Галиции всех законов на украинском языке[50].
- С 1 по 5 июня 2006 года украинский язык был региональным в Государственном Союзе Сербии и Черногории[51].
- Россия
  - согласно ст.1 Федерального конституционного закона «О внесении изменения в статью 9 Федерального конституционного закона „О принятии в Российскую Федерацию Республики Крым и образовании в составе Российской Федерации новых субъектов — Республики Крым и Города федерального значения Севастополя“», Арбитражный суд Крыма, Арбитражный суд Севастополя, 21-й арбитражный апелляционный суд, Арбитражный суд Центрального округа и Судебная коллегия по экономическим спорам Верховного Суда Российской Федерации до 31 декабря 2015 года при рассмотрении дел, связанных с исковыми требованиями к кредитным организациям, как письменные доказательства могли принимать документы, составленные полностью или частично на украинском языке, без надлежащим образом заверенного перевода этих документов на русский язык, если они были составлены до 18 марта 2014 года[52][53]. Согласно изменениям от 29 декабря 2015 года период действия данного пункта был продлён до 31 декабря 2017 года[54].
- Подконтрольная России Донецкая Народная Республика
  - Государственный язык до 6 марта 2020 года[55].
  - При этом, однако, в школах украинский язык изучался в меньших объёмах, чем русский. С 2017 года украинский язык исключён из списка обязательных предметов программы государственной итоговой аттестации (ГИА) школьников[56]. В том же году власти ДНР заявили о полном переходе всех образовательных учреждений с украинского на русский язык обучения[57]. Также в ДНР украинский язык практически не использовался в делопроизводстве органов власти.
- Подконтрольная России Луганская Народная Республика
  - Государственный язык до 3 июня 2020 года[58].
  - При этом, однако, единственным официальным языком делопроизводства во всех органах государственной власти и органах местного самоуправления ЛНР являлся русский язык (Конституция ЛНР, ст. 10, п.2)

### Запреты украинского языка
В то же время в ряде государств употребление украинского языка в различные исторические периоды попадало под запрет:
- Российская империя:
  - С 1863 года была запрещена печать религиозной, учебной и предназначенной для начального чтения литературы на украинском языке («малороссийском наречии») (Предписание министра внутренних дел от 18 (30) июля 1863 года).

## Язык богослужения
Украинский язык является богослужебным языком в:
- Украинской грекокатолической церкви
- Православной церкви Украины
- Украинской православной церкви (Московского патриархата)
- Украинской православной церкви в Канаде
- Украинской православной церкви в США
- Украинской православной церкви Киевского патриархата
- Украинской автокефальной православной церкви
- Украинской лютеранской церкви
- Римско-католической церкви на Украине и в приходах украинской диаспоры
- Мукачевской грекокатолической епархии
- Закарпатской реформатской церкви
- Украинском викарстве Румынской православной церкви[59]
- и др.

В украинских общинах Польской православной церкви в чтении Библии и в проповеди употребляется украинский язык.
1. ↑  В рамках данной статьи также рассматривается русинский язык/диалект, который рядом учёных признаётся отдельным от украинского языком.
2. ↑  ПМР не признана ни одним государством членом ООН